# Gatemouth Moore
Arnold Dwight "Gatemouth" Moore (Topeka, 8 november 1913 - Yazoo City, 19 mei 2004) was een Amerikaanse blues- en gospelzanger, componist en dominee. Hij was de eerste blueszanger die in Carnegie Hall optrad.
Moore was oorspronkelijk een blueszanger. Toen hij zestien was ging hij naar Kansas City, waar hij zong bij Bennie Mooten, Tommy Douglas en Walter Barnes. Zijn nummer "Did You Ever Love a Woman" werd later opgenomen door B.B. King en Rufus Thomas.
In 1949 ging hij gospel zingen en werd hij dominee bij de First Church of Deliverance in Chicago. Hier preekte hij en zong hij gospels. Ook was hij een religieuze diskjockey bij radiostations in Memphis, Birmingham en Chicago en verscheen hij op de televisie. In 1977 nam hij zijn laatste album op, met bluesnummers: ""Great Rhythm & Blues Oldies voor Johnny Otis' platenlabel Blues Spectrum.
Moore was een van de overlevenden van de brand in de Rhythm Club in Natchez op 23 april 1940, waarbij 209 Afro-Amerikaanse bezoekers van een concert van Walter Barnes het leven lieten. Onder de slachtoffers waren ook leden van de band van Barnes.
- Biblioteca Nacional de España: XX1785136
- Bibliothèque nationale de France: cb138341344 (data)
- Gemeinsame Normdatei: 173758037
- International Standard Name Identifier: 0000 0000 5941 4911
- Library of Congress Control Number: no95040342
- MusicBrainz: 36f00242-9d08-475b-8b78-ce3d07b0b4e7
- Nationale Bibliotheek van Tsjechië: xx0050499
- Virtual International Authority File: 14957105
- WorldCat: E39PBJwHgdF7ky3cc7wBQyf6rq